# 藤井航介
藤井 航介（ふじい こうすけ、1980年8月9日 - ）は、日本の元ラグビー選手。

## プロフィール
- 大分県出身[1]。
- 現役時代のポジションはロック(LO)。
- 日本代表通算キャップ数は1。

## 略歴
1999年、大分舞鶴高校卒業後、同志社大学に入学。
2000年6月10日に行われたパシフィック・リム選手権サモア戦で日本代表初キャップを獲得した。
2002年、同志社大学ラグビー部の副将に就任
2003年、同志社大学卒業後、東芝府中ブレイブルーパスに加入。
2004年12月11日に行われたジャパンラグビートップリーグ第9節のワールドファイティングブル戦に途中出場で公式戦初出場を果たす。
2008年、現役を引退した。その後東芝大分で現役復帰。